# Matanza (Spanje)
Matanza is een gemeente in de Spaanse provincie León in de regio Castilië en León met een oppervlakte van 53,58 km². Matanza telt 185 inwoners (1 januari 2016).

## Demografische ontwikkeling
Bron: INE, 1857-2011: volkstellingen
Opm.: Tot 1857 behoorde Matanza tot de gemeente Castilfalé